# Топоровський Ігор Теодорович
Ігор Теодорович Топоровський (нар. 16 червня 1948 в селі Глібів Гусятинського, нині Чортківського району Тернопільської області) — український поет, прозаїк, драматург і гуморист, видавець, громадський діяч у сфері культури, член Національної спілки письменників України.

## Життєпис
Закінчив Гримайлівську школу, Львівське технічне училище. Працював токарем, обліковцем, будівельником.
Станом на 2024 живе в місті Хоростків.

## Творчість
Пише вірші, прозу, драматичні та гумористичні твори.
Автор поетичних збірок: «Провесінь» (2006); «Наперекір вітрам» (2009).
Автор збірки новел «Цвіт папороті» (2008), збірки драматичних творів «День, що прийде» (2008), книг «Миттєвості» (2012), «Сповідь у часі» (2015), «Під сузір'ям близнюків» (2018), «Правдиві історії» (2018).
Видавав літературно-художні альманахи «Жайвір» (від 2008, вийшло 3 номери), «Літературна світлиця» (5 номерів, 2008—2017)
Гумористичні твори Топоровського звучали в ефірі Національного радіо України, опубліковані у всеукраїнській газеті «Веселі вісті».

## Громадська діяльність
У 2007 році організував та очолив літературний клуб «Жайвір» при Гусятинській центральній бібліотеці.
Є членом Національної спілки журналістів України (з 2010), Національної спілки письменників України (з 2015).

## Відзнаки
- Дипломант конкурсу «Крилатий Лев» (2018).